# Szaniec piechoty IS-III-2
Szaniec piechoty IS-III-2 – nieistniejący szaniec, element Twierdzy Kraków.
Znajdował się od strony doliny Rudawy. Wspomagał Fort 39 „Olszanica” w obronie. Obecnie pozostał tylko tradytor dla ckm.

## Historia
Szaniec pochodzi z ok. 1887–1888, zniwelowany po 1920. Tradytor zbudowany przed 1914.